# Athetis discopuncta
Athetis discopuncta là một loài bướm đêm trong họ Noctuidae.